# کلم وحشی
کلم وحشی (نام علمی: Brassica oleracea) نام یک گونه از سرده کلم‌ها است. این گونه در سال ۱۷۵۳ میلادی توصیف علمی شد.